# Menchum
Departament Menchum – departament w Regionie Północno-Zachodnim w Kamerunie ze stolicą w Wum. Na powierzchni 4 469 km² żyje około 157,5 tys. mieszkańców.